# مفاعل الماء المضغوط VBER-300

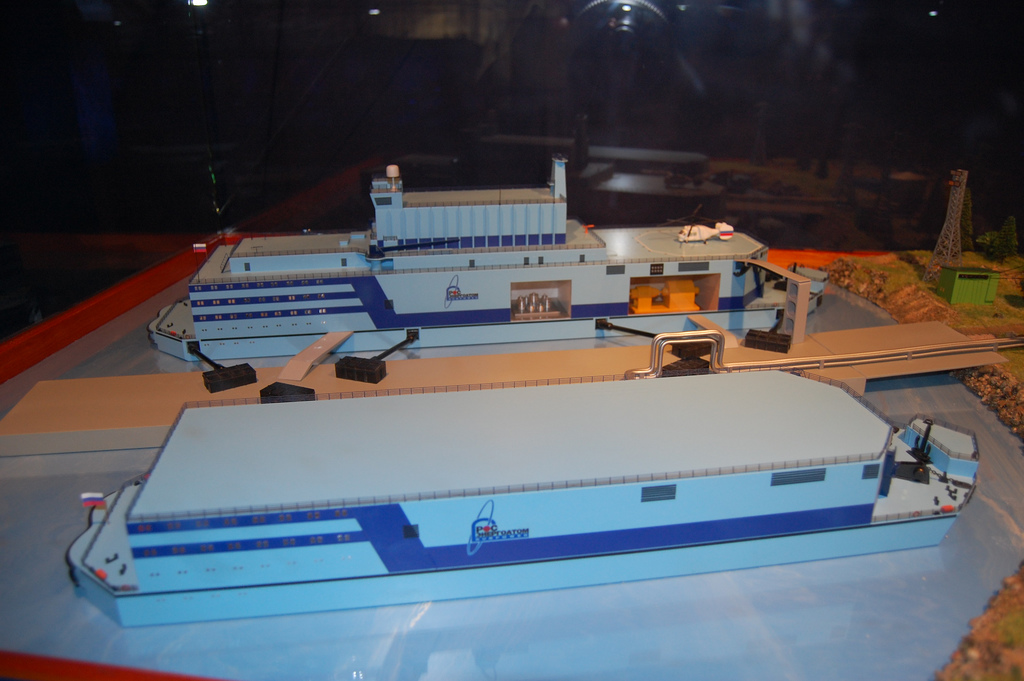
مفاعل الماء المضغوط VBER-300

مفاعل الماء المضغوط VBER-300 هو مفاعل روسي مقترح بسعة 325 ميجاوات لتوليد الطاقة مصمم للمواقع البعيدة.

## نبذة
يبلغ ارتفاعه 16 متر ويزن 1300 طن ويمكن أن تمتلك محطة البخار الخارجية قدرة بخار حراري تبلغ 917 ميجاوات فقط أو قدرة التوربينات البخارية الكهربائية 325 ميجاوات.

## الإستخدامات
تم اقتراح استخدام المفاعل في تحلية المياه وتسخين المناطق وتوليد الكهرباء وتم تطويره من قبل معهد كورتشاتوف.